# США на зимних Олимпийских играх 1936
Соединённые Штаты Америки принимали участие в XVII Зимних Олимпийских играх, проходивших в Гармиш-Партенкирхен (Германия) с 6 по 16 февраля 1936 года, где представители США завоевали 4 медали, из которых 1 золотая, 3 бронзовых и ни одной серебряной. На вторых в истории США домашних Олимпийских Играх, сборную страны представляли 55 спортсменов (46 мужчин, 9 женщин), выступавших в 8 видах спорта.

## Медалисты

### Золото
- США-1 (Айвэн Браун, Алан Уошбонд) — бобслей, двойки (мужчины).

### Бронза
- Сборная США по хоккею с шайбой — олимпийский чемпион по хоккею с шайбой (мужчины).
- США-2 (Джилберт Колгейт, Ричард Лоуренс) — бобслей, двойки (мужчины).
- Лео Фрайзингер[англ.]  — конькобежный спорт, 500 м (мужчины).

## Интересные факты
- Олимпиада 1936 года в Гармиш-Партенкирхен стала единственной из всех Зимних Игр, на которых спортсмены из США не завоевали ни одной серебряной медали.
- Общее количество медалей, завоеванное спортсменами Соединённых Штатов Америки на Зимних Играх 1936 года (4 медали), стало одним из самых худших результатов в истории олимпийской сборной США.